# Mariana Molina
Mariana Nunes de Souza Molina (São Bernardo do Campo, 5 de outubro de 1990) é uma atriz brasileira.

## Biografia
Molina tem dois irmãos: um irmão mais novo, Henrique, e uma irmã mais velha, Carol. Seu interesse pela carreira artística começou aos 9 anos, quando ela pediu à mãe que a inscrevesse em uma agência infantil de atores, iniciando a carreira como atriz em campanhas publicitárias e comerciais de televisão.

## Carreira
Em 2001 interpretou Creuza Maria na telenovela Pícara Sonhadora. No ano seguinte Mariana venceu o concurso Caça-Patrulheiro do canal Nickelodeon. Ela concorreu com mais de 12 mil inscritos e, ao final, foi selecionada para se tornar uma das apresentadoras do programa. Em 2009 foi selecionada para interpretar a antagonista da temporada daquele ano de Malhação. Sua personagem era Bia, uma adolescente impulsiva, determinada e disposta a tudo para conquistar seu amado Bernardo (Fiuk) e impedir que ele fique com Cristiana (Cristiana Ubach). A vilã fez um pacto com Tati (Élida Muniz), uma amiga e ao mesmo tempo rival que também é apaixonada por Bernardo. Juntas, elas duas aprontam algumas confusões para separar o casal protagonista.
No ano de 2012 ela foi escalada para o elenco de Amor Eterno Amor interpretando Cris, amiga de Tati (Adelaide de Castro) e Gabi (Olívia Torres), é filha de Beatriz Mainardi (Carolina Kasting) e irmã de João (Luis Augusto Formal). A jovem é muito ligada ao pai e sofreu muito com a separação de seus pais. Tem uma paixão platônica por Kléber (Marcelo Faria). Em 2015 pode ser vista em Verdades Secretas como Patrícia. Em 2017 foi uma das protagonistas do seriado de aventura Sem Volta, interpretando uma alpinista que se perde na floresta com um grupo de pessoas após uma tempestade e tem que sobreviver aos perigos da natureza e da psicose humana em situações de caos.

## Vida pessoal
Durante as gravações da novela Verdades Secretas (2015), conheceu o ator João Vítor Silva, com quem namorou até 2024.

## Filmografia

### Televisão
| Período | Título                | Personagem / Cargo                       | Notas                                 |
| ------- | --------------------- | ---------------------------------------- | ------------------------------------- |
| 2001    | Pícara Sonhadora      | Creuza Maria                             |                                       |
| 2002–05 | Patrulha Nick         | Apresentadora                            |                                       |
| 2009–10 | Malhação ID           | Beatriz Gomes (Bia)                      | Temporada 17                          |
| 2010    | Vendemos Cadeiras     | Isabel                                   | Episódio: "29 de janeiro"             |
| 2011    | Natália               | Valentina                                | Episódio: "Luz e Trevas"              |
| 2012    | Amor Eterno Amor      | Cristina Mainardi (Cris)                 |                                       |
| 2013    | Se Eu Fosse Você      | Andressa                                 | Episódio: "23 de outubro"             |
| 2015    | Milagres de Jesus     | Noemi                                    | Episódio: "O Endemoniado Cego e Mudo" |
| 2015    | Verdades Secretas     | Patrícia                                 | Temporada 1                           |
| 2017    | Sem Volta             | Maria Luiza Spiller (Lulli)              |                                       |
| 2017    | Perrengue             | Pérola Prado                             |                                       |
| 2018    | Onde Nascem os Fortes | Madalena                                 | Episódios: "2 de julho"               |
| 2019    | Bom Sucesso           | Evelyn das Neves / Irene Adler           |                                       |
| 2024    | Amor da Minha Vida    | Marina Lélis                             |                                       |
| 2025    | Beleza Fatal          | Mariana Vieira / Sofia Fernandes (Falsa) | Episódios: "7-15"                     |

### Cinema
| Período | Título       | Personagem | Ref    |
| ------- | ------------ | ---------- | ------ |
| 2021    | O Buscador   | Isabella   |        |
| 2018    | Cano Serrado | Isabel     | [ 13 ] |
| 2016    | Escolhas     | Livia      | [ 14 ] |

## Teatro
| Ano  | Título                                        | Personagem           | Ref    |
| ---- | --------------------------------------------- | -------------------- | ------ |
| 2014 | Chapeuzinho Vermelho em O Valor de Um Sorriso | Chapeuzinho Vermelho | [ 15 ] |
| 2015 | A Antessala - Na Valsa do Tempo               | Beatriz              | [ 16 ] |

## Prêmios e indicações
| Ano  | Prêmio                        | Categoria             | Indicação   | Resultado | Ref    |
| ---- | ----------------------------- | --------------------- | ----------- | --------- | ------ |
| 2010 | Meus Prêmios Nick             | Gata do Ano           | Malhação ID | Indicado  | [ 17 ] |
| 2022 | Festival SESC Melhores Filmes | Melhor Atriz Nacional | O Buscador  | Pendente  |        |